# Lasowice Wrocławskie
Lasowice Wrocławskie – nieistniejący przystanek osobowy w Lasowicach, w Gminie Ruja, w powiecie legnickim, w województwie dolnośląskim, w Polsce.